# Apogonichthys
Apogonichthys es un género de peces de la familia Apogonidae, del orden Perciformes. Esta especie marina fue descubierta por Pieter Bleeker en 1854.

## Especies
Especies reconocidas del género:
- Apogonichthys heptastygma (G. Cuvier, 1828)
- Apogonichthys landoni Herre, 1934
- Apogonichthys ocellatus (M. C. W. Weber, 1913)
- Apogonichthys perdix Bleeker, 1854
- Apogonichthys waikiki D. S. Jordan & Evermann, 1903

### Lectura recomendada
- Natuurk. Tijdschr. Ned. Ind., 6, 321.
- Nelson, Joseph S. 1994. Fishes of the World, Third Edition. xvii + 600.